# مقبل المومني
مقبل ناجي المومني (مواليد 1944 م في عجلون، الأردن) سياسي وشاعر أردني. عضو المجلس الوطني الاستشاري في دوراته الثلاث (1978 - 1982)، تولى رئاسة الاتحاد العام لنقابات العمال 1976 و هو مدير لشركة الكرتون والطباعة - شركة الإنتاج وعضو في المكتب السياسي لحزب الشعب الديمقراطي الأردني الذي شرع بالعمل به مع رفيق دربه سالم النحاس وناشطين سياسين ومثقفين آخرين. رئيس لفرع الزرقاء في الحزب وعضو لجنة مركزية فيه. ومحرر عمالي في جريدة الأهالي.

## الحياة المهنية
مقبل المومني (أبو وقاد) شاعر وكاتب .المنسق العام بالشرق الأوسط لجمعية سيدة السلام لذوي الاحتياجات الخاصة، وقد أسس مع كوكبة من المثقفين العرب نادي اسرة القلم الثقافي. أخرج هذا النادي عدد من الشعراء مثل سميح الشريف، محمود درويش، سميح القاسم وعطا الله أبوزياد، وحبيب الزيودي، وغيرهم ممن يطول ذكرهم
كما أنه عضو لجنة مركزية حزب الشعب الديمقراطي الأردني «حشد» ورئيس لفرع الزرقاء (محافظة) عمل في شركة الإنتاج بدرجة مدير عام لشركة الكرتون والطباعة، ثم استطاع تشكيل نقابة للعامل أثناء عمله كأمين مستودعات لشركة الإنتاج واجهاضه النقابة في المرحلة الجنينية لها لظروف الأردن في تلك الفترة السياسية الحرجة، ألا أنه سرعان ما استعاد تماسكه وأعاد مشروعه في تأسيس نقابة معنية بعمال بالأردن ؛وأصبح في ما بعد رئيسا لاتحاد نقابات العمال بالأردن وكان من أوائل مطبقين الديمقراطية، والمشاركة السياسية في الأردن في ظل الملك حسين بن طلال

إلى أن صدرت الإرادة الملكية بتشكيل المجلس الوطني الاستشاري تعويضًا لغياب مجلس النواب الأردني.
وبعد أن حل المجلس عكف المومني لأعوام في الكتابة فله مؤلفات عن قوانين العمال ونقاش عن الضمان الاجتماعي وله دواوين شعرية تحت الصف، وهو اليوم محرر عمالي بصحف أردنية، ومنسق عام لجمعية سيدة السلام لذوي الاحتياجات الخاصة (اللجنة الإسلامية)في الشرق الأوسط. وأميناً للكتلة العمالية . وناشط عمالي ومستشار بشؤونها العالية.

## أعماله
- (سنبال 1) روايه مدينه الاسوار 2016 من دار الايام للنشر[9][10][11]

- تحليل قانون العمل «جزئين»
- العمال والضمان الاجتماعي بالأردن «3 اجزاء»